# Лёшин, Анатолий Васильевич
Анатолий Васильевич Лёшин — советский военный, генерал-майор инженерно-технической службы.

## Биография
Родился в 1921 году в деревне Бурачиха. Член КПСС.
Окончил Ленинградские Краснознаменные бронетанковые курсы усовершенствования командного состава (1942), Военную академию бронетанковых и механизированных войск Советской армии (1947).
Участник Великой Отечественной войны: командир танкового взвода, командир танковой роты на Юго-Западном, Закавказском, Воронежском и 1-м Украинском фронтах
В 1950—1961 гг. — начальник двигательного отделения огневой батареи, заместитель командира огневой батареи, офицер, старший офицер, помощник начальника отдела спецвооружения и спецтоплива 23-й бригады особого назначения РВГК, начальник отдела спецвооружения и спецтоплива 73-й инженерной бригады РВГК, начальник 42-й полевой сборочной бригады.
В 1961—1965 гг. — заместитель командира ракетной дивизии по специальному и артиллерийскому вооружению, заместитель командира 8-го отдельного ракетного корпуса по инженерно-ракетной службе.
В 1965—1969 гг. — командир 54-й гвардейской ракетной Тейковской ордена Кутузова дивизии.
В 1969—1977 гг. — заместитель командира 7-го отдельного гвардейского ракетного корпуса по ракетному вооружению, главный инженер Омской ракетной армии, заместитель начальника 1-го Управления ГУЭРВО.
Делегат XXIII съезда КПСС.
Умер в 1980 году в Москве.

## Награды
- Орден Ленина (31.10.1967)
- Орден Красного Знамени (03.12.1943)
- Орден Отечественной войны I степени (05.10.1943)
- Орден Знак Почёта (19.09.1974)